# 僵尸部队三部曲
《僵尸部队三部曲》是一款由Rebellion Developments制作发行的第三人称战术射击游戏，为狙击精英系列的衍生作品。游戏于2015年3月6日在Microsoft Windows、PlayStation 4和Xbox One平台发布。
三部曲包含《狙击精英：纳粹僵尸部队》、《狙击精英：纳粹僵尸部队2》及其续作，并且将前两部高清化。第三部的主要内容为对抗僵尸化元首率领的军团，游戏的合作模式中有8名人物可供选择，其中4名是新加入的女性角色。2015年8月，游戏将《求生之路》和《求生之路2》的8名角色加入，至此玩家可操作的人物变为16个。游戏包含战役和部落模式，玩家可单独战斗亦可选择与其他玩家合作。